# Proglochin
Proglochin is een geslacht van vliesvleugeligen uit de familie Pteromalidae. De wetenschappelijke naam van dit geslacht is voor het eerst geldig gepubliceerd in 1871 door Philippi.

## Soorten
Het geslacht Proglochin omvat de volgende soorten:
- Proglochin maculata (Hedqvist, 1959)
- Proglochin maculipennis Philippi, 1871